# Pekingwitbrauwzanger
De pekingwitbrauwzanger (Rhopophilus pekinensis) is een zangvogel uit de familie Paradoxornithidae (diksnavelmezen).

## Verspreiding en leefgebied
Deze soort komt voor van noordelijk-centraal tot noordoostelijk China en Noord-Korea.